# 諾魯的童軍與女童軍活動

此童軍布章包含了諾魯國旗的元素。

諾魯的女童軍布章。

諾魯是目前有童軍活動但沒有國家童軍總會的35個國家之一，因此還不是世界童軍運動組織的一員。諾魯的童軍活動與澳大利亞童軍互動密切，尤其與維多利亞州吉朗（諾澳貿易最盛行的港口之一）的童軍關係密切，這種關係則起源於1930年代並持續到現代。
諾魯沒有女童軍組織，還不清楚世界女童軍總會是否將諾魯列為「朝向會員資格努力」的等級。

## 歷史
被墨爾本童軍總部所批准的諾爾童軍機構，截至1937年12月，島上有八分之一的人口都是童軍。童軍有時會攜帶磷酸鹽，並發現它食用後可減緩活動中所消耗的體力，使自身舒暢。1982年，諾魯印製小型童軍的郵票來紀念20世紀童軍所付出的貢獻。